# Séries télévisées canadiennes diffusées durant la saison 2017–2018
Cet article liste les séries télévisées diffusées en prime time sur les principaux réseaux de télévision au Canada durant la saison 2017-2018.
Ces principaux réseaux sont : CBC, City, CTV, CTV Two et Global. CTV Two et Global ne proposent pas de programmation nationale pour le samedi.
La programmation concerne les séries diffusées entre septembre 2017 et août 2018.

## Programmation

### Légende
- Les heures données correspondent à l’heure de l'Est et l’heure du Pacifique.
- Les nouvelles séries sont indiquées en gras.
- Le format du programme correspond à la couleur qui lui est attribuée :

Magazine d’informations
Divertissement / Télé-réalité
Sitcom / Comédie musicale / Série d’animation (20-30 minutes)
Drama / Action (40-50 minutes)
Programme sportif en direct
Programme local
Rediffusion

### Lundi
| Réseau  | Réseau  | 20 h 0               | 20 h 30              | 21 h 0                  | 21 h 30                 | 22 h 0                 | 22 h 30                |
| ------- | ------- | -------------------- | -------------------- | ----------------------- | ----------------------- | ---------------------- | ---------------------- |
| CBC     | CBC     | Murdoch Mysteries    | Murdoch Mysteries    | Alias Grace (25/09/17)  | Alias Grace (25/09/17)  | The National           | The National           |
| City    | City    | Dance avec les Stars | Dance avec les Stars | Dance avec les Stars    | Dance avec les Stars    | Scorpion               | Scorpion               |
| CTV     | CTV     | Lucifer              | Lucifer              | The Gifted              | The Gifted              | Good Doctor            | Good Doctor            |
| CTV Two | CTV Two | The voice            | The voice            | The voice               | The voice               | Programmation inconnue | Programmation inconnue |
| Global  | Global  | Kevin Can Wait       | 9JKL                 | NCIS : Nouvelle-Orléans | NCIS : Nouvelle-Orléans | The Brave              | The Brave              |

### Mardi
| Réseau  | Réseau  | 20 h 0             | 20 h 30       | 21 h 0              | 21 h 30             | 22 h 0                                       | 22 h 30                                      |
| ------- | ------- | ------------------ | ------------- | ------------------- | ------------------- | -------------------------------------------- | -------------------------------------------- |
| CBC     | CBC     | Rick Mercer Report | 22 Minutes    | Kim's Convenience   | Mr. D               | The National                                 | The National                                 |
| City    | City    | L'Arme Fatale      | L'Arme Fatale | The Mick            | Brooklyn Nine-Nine  | Programmation Inconnue                       | Programmation Inconnue                       |
| CTV     | CTV     | The Flash          | The Flash     | This Is Us          | This Is Us          | The Gospel of Kevin                          | The Gospel of Kevin                          |
| CTV Two | CTV Two | The Voice          | The Voice     | Legends of Tomorrow | Legends of Tomorrow | Programmation Inconnue                       | Programmation Inconnue                       |
| Global  | Global  | NCIS               | NCIS          | Bull                | Bull                | Law & Order True Crime: The Menendez Murders | Law & Order True Crime: The Menendez Murders |

### Mercredi
| Réseau  | Réseau  | 20 h 0                         | 20 h 30                        | 21 h 0                   | 21 h 30                  | 22 h 0                 | 22 h 30                |
| ------- | ------- | ------------------------------ | ------------------------------ | ------------------------ | ------------------------ | ---------------------- | ---------------------- |
| CBC     | CBC     | The Great Canadian Baking Show | The Great Canadian Baking Show | The Durrells             | The Durrells             | The National           | The National           |
| City    | City    | The Blacklist                  | The Blacklist                  | Modern Family            | Black-ish                | Programmation inconnue | Programmation inconnue |
| CTV     | CTV     | Esprits criminels              | Esprits criminels              | New York, unité spéciale | New York, unité spéciale | Designated Survivor    | Designated Survivor    |
| CTV Two | CTV Two | Les Goldberg                   | American Housewife             | Arrow                    | Arrow                    | Programmation inconnue | Programmation inconnue |
| Global  | Global  | Survivor                       | Survivor                       | SEAL Team                | SEAL Team                | Chicago Police         | Chicago Police         |

### Jeudi
| Réseau  | Réseau    | 20 h 0                         | 20 h 30                                                           | 21 h 0                                                            | 21 h 30                                                           | 22 h 0                                                            | 22 h 30                                                           |
| ------- | --------- | ------------------------------ | ----------------------------------------------------------------- | ----------------------------------------------------------------- | ----------------------------------------------------------------- | ----------------------------------------------------------------- | ----------------------------------------------------------------- |
| CBC     | CBC       | Dans l'œil du dragon           | Dans l'œil du dragon                                              | The Detectives                                                    | The Detectives                                                    | The National                                                      | The National                                                      |
| City    | Automne   | Bad Blood                      | Bad Blood                                                         | The Orville                                                       | The Orville                                                       | Programmation inconnue                                            | Programmation inconnue                                            |
| City    | Suivi par | The Orville                    | The Orville                                                       | Mom                                                               | Life in Pieces                                                    | Programmation inconnue                                            | Programmation inconnue                                            |
| CTV     | CTV       | The Big Bang Theory            | Young Sheldon                                                     | Gotham                                                            | Gotham                                                            | Murder                                                            | Murder                                                            |
| CTV Two | CTV Two   | Football Night in America (en) | Thursday Night Football (suivant le calendrier de la compétition) | Thursday Night Football (suivant le calendrier de la compétition) | Thursday Night Football (suivant le calendrier de la compétition) | Thursday Night Football (suivant le calendrier de la compétition) | Thursday Night Football (suivant le calendrier de la compétition) |
| Global  | Global    | Superstore                     | The Good Place                                                    | Will et Grace                                                     | Great News                                                        | Chicago Fire                                                      | Chicago Fire                                                      |

### Vendredi
| Réseau  | Réseau  | 20 h 0           | 20 h 30                | 21 h 0           | 21 h 30          | 22 h 0                 | 22 h 30                |
| ------- | ------- | ---------------- | ---------------------- | ---------------- | ---------------- | ---------------------- | ---------------------- |
| CBC     | CBC     | Marketplace      | Interrupt This Program | The Fifth Estate | The Fifth Estate | The National           | The National           |
| City    | City    | Hell's Kitchen   | Hell's Kitchen         | The Middle       | Speechless       | Programmation inconnue | Programmation inconnue |
| CTV     | CTV     | Blindspot        | Blindspot              | Inhumans         | Inhumans         | Blue Bloods            | Blue Bloods            |
| CTV Two | CTV Two | Once Upon a Time | Once Upon a Time       | L'Exorciste      | L'Exorciste      | Programmation inconnue | Programmation inconnue |
| Global  | Global  | MacGyver         | MacGyver               | Hawaii 5-0       | Hawaii 5-0       | Taken                  | Taken                  |

### Samedi
| Réseau | Réseau | 20 h 0                 | 20 h 30                | 21 h 0                   | 21 h 30                  | 22 h 0                  | 22 h 30                 |
| ------ | ------ | ---------------------- | ---------------------- | ------------------------ | ------------------------ | ----------------------- | ----------------------- |
| CBC    | CBC    | Hockey Night in Canada | Hockey Night in Canada | Hockey Night in Canada   | Hockey Night in Canada   | Hockey Night in Canada  | Hockey Night in Canada  |
| City   | City   | Hockey Night in Canada | Hockey Night in Canada | Hockey Night in Canada   | Hockey Night in Canada   | Hockey Night in Canada  | Hockey Night in Canada  |
| CTV    | CTV    | The Big Bang Theory    | The Mayor              | New York, unité spéciale | New York, unité spéciale | Crimetime Saturday (en) | Crimetime Saturday (en) |

### Dimanche
| Réseau  | Réseau  | 19 h 0                 | 19 h 30                | 20 h 0                         | 20 h 30                                                                 | 21 h 0                                                                  | 21 h 30                                                                 | 22 h 0                                                                  | 22 h 30                                                                 |
| ------- | ------- | ---------------------- | ---------------------- | ------------------------------ | ----------------------------------------------------------------------- | ----------------------------------------------------------------------- | ----------------------------------------------------------------------- | ----------------------------------------------------------------------- | ----------------------------------------------------------------------- |
| CBC     | CBC     | Heartland              | Heartland              | The Nature of Things           | The Nature of Things                                                    | Firsthand                                                               | Firsthand                                                               | The National                                                            | The National                                                            |
| City    | City    | Programmation inconnue | Programmation inconnue | Programmation inconnue         | Ghosted                                                                 | Les Griffin                                                             | The Last Man on Earth                                                   | Nirvanna the Band the Show                                              | Fubar: The Age of the Computer                                          |
| CTV     | CTV     | NFL on Fox (en)        | NFL on Fox (en)        | The Indian Detective           | The Indian Detective                                                    | Shark Tank                                                              | Shark Tank                                                              | Ten Days in the Valley                                                  | Ten Days in the Valley                                                  |
| CTV Two | CTV Two | Programmation inconnue | Programmation inconnue | Football Night in America (en) | NBC Sunday Night Football (en) (suivant le calendrier de la compétition | NBC Sunday Night Football (en) (suivant le calendrier de la compétition | NBC Sunday Night Football (en) (suivant le calendrier de la compétition | NBC Sunday Night Football (en) (suivant le calendrier de la compétition | NBC Sunday Night Football (en) (suivant le calendrier de la compétition |
| Global  | Global  | Border Security        | Les Simpson            | Wisdom of the Crowd            | Wisdom of the Crowd                                                     | NCIS : Los Angeles                                                      | NCIS : Los Angeles                                                      | Madam Secretary                                                         | Madam Secretary                                                         |